# Ohnivá Marie

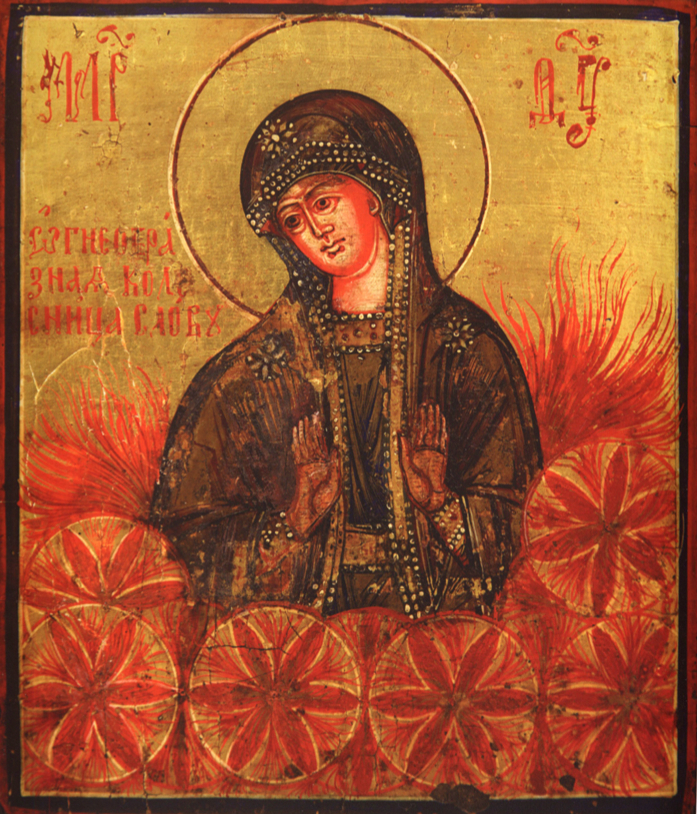
Ruská ikona s Ohnivou Marií

Ohnivá Marie (Ognjena Marija) je sestra Ilji hromovládce, tedy proroka Elijáše, v jihoslovanském folklóru. Jejím předobrazem je svatá Marina, která se v lidovém podání transformovala v ohnivou bytost personifikující blesk. Její svátek, který je 13. července, byl slaven pro ochranu před hromy a blesky a věřilo se že v tento den odchází zmije do podsvětí a nesměly se provádět ženské práce.